# Antonina Liedtke
Antonina Liedtke – polska bibliotekarka, redaktorka i pisarka science fiction, autorka nagradzanego opowiadania CyberJoly Drim.

## Biografia
Absolwentka kierunku bibliotekoznawstwo i informacja naukowa na Uniwersytecie Warszawskim. Ukończyła kurs redakcji technicznej w Polskim Towarzystwie Wydawców Książek i kurs operatorów DTP w Fundacji Atelier Foksal. Pracowała w bibliotece i wydawnictwie Politechniki Warszawskiej oraz w Oficynie Wydawniczej Szkoły Głównej Handlowej. Przez kilka lat sekretarz redakcji Agencji Wydawniczej Runa, potem (ok. 2010) dyrektor nowych mediów w tymże wydawnictwie.
Autorka CyberJoly Drim, opowiadania science fiction opublikowanego w prasie i w internecie, za które zdobyła w 1999 trzy nagrody: Nagrodę im. Janusza A. Zajdla, Srebrny Glob oraz Elektrybałta. W 2000 napisała opowiadanie Psychika ofiary, opublikowane w fanzinie Framzeta.